# Euxoa anaemica
Euxoa anaemica là một loài bướm đêm trong họ Noctuidae.